# 叹息桥 (剑桥)

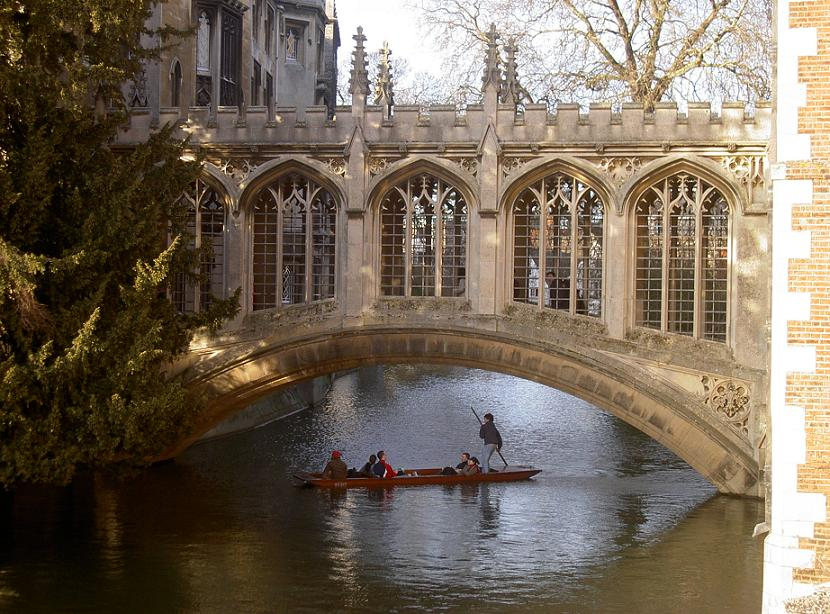
叹息桥 (剑桥)

叹息桥（Bridge of Sighs）是英格兰剑桥的一座廊桥，属于剑桥大学圣约翰学院，建于1831年，跨越康河。建筑师是亨利·哈钦森。
它得名于威尼斯的叹息桥，虽然它们在建筑上几乎没有什么共同点，除了它们都是廊桥以外。这座桥是剑桥的主要旅游景点之一，据说维多利亚女王喜欢它胜过该市其他所有景点。